# Äggröran
Äggröran är den första skivan i en serie av samlingsskivor med punkband. Skivorna släpps av Ägg Tapes & Records.

## Låtlista
Utgiven 1995
1. Barbaras grannar - Ballad i se
2. Barbaras grannar - Två å 31
3. Planet Trash - Då ska man hålla käft
4. Valium - Vandraren
5. Valium - Mörkrädd
6. Coca Carola - Samborombon
7. Vrävarna - Norrland
8. Vrävarna - Animalsexuell
9. Kravallsubban lever - Gummiboll
10. Kokt grus - Schizofren
11. Utopia - Ännu en visa om...
12. Perkele - Fan heller
13. Perkele - Mellan fingrarna
14. Sector Sexs - Klubb Europa
15. Not enough hate - Misery
16. Oral - Hatets sång
17. Oral - Livets låga
18. Svårsmält - No Justified Cause
19. STD - 071
20. STD - Snut
21. Straight Edge My Ass - Racewar
22. Bad Dreams Always - War is the Cure
23. Bad Dreams Always - Poor Mr. Teacher
24. Babysitters - I Wanna Know
25. Fucking Chaos - Distad framtid
26. Fucking Chaos - Total Fucking Chaos
27. Pöbeln - Dödsmaskin
28. Grov paprika - Gem
29. Grov paprika - Dö